# Sainte-Gemmes-le-Robert
Sainte Gemmes le Robert là một xã của tỉnh Mayenne, thuộc vùng Pays de la Loire, tây bắc nước Pháp.